# Primera División de la L.P.F.A. 1937
El torneo de primera división del año 1937 organizado por la entonces La Paz Football Association (LPFA) se llevó a cabo entre julio y diciembre de ese año. El ganador de este campeonato fue el club Bolívar ganando de esta manera su segundo campeonato en la era amateur del fútbol paceño.

## Formato
El 4 de julio de 1937 se decidió iniciar el campeonato de primera división de la La Paz Football Association, dado que ya habían arrancado las otras divisiones, se inició con una ceremonia de inauguración entre los equipos participantes, pero de manera curiosa se dio un partido amistoso entre Bolívar y Alianza, con victoria de los primeros, para inaugurar el torneo. El siguiente domingo se inició oficialmente el campeonato que se había organizado de la siguiente manera:
Los ocho equipos de la primera división se agruparían en dos series, originalmente cada serie debía jugar dos rondas, y los ganadores de cada serie debían enfrentarse en un partido final para definir al campeón y subcampeón de 1937. 
Sin embargo dado los compromisos internacionales amistosos que se realizaron en la ciudad de La Paz (sobre todo Colo Colo de Chile y San Cristóbal de Brasil), los interciudad y el campeonato nacional de fútbol de 1937 que se jugó también en La Paz durante agosto de ese año, muchas de las fechas se postergaron, de tal manera que se vio necesario realizar un solo partido entre los equipos de cada serie para poder terminar el campeonato ese año, por lo que solo se jugó un partido entre cada uno de los equipos de las series asignadas, los ganadores de cada serie (por sumatoria de puntos) jugarían la final del campeonato, por lo que terminó recién con el partido final el 19 de diciembre de ese año.

## Equipos y estadio
Participaron los siguientes equipos: 

#### Serie A
The Strongest, Atlético Alianza, Nimbles Sports y Atlético La Paz.

#### Serie B
Bolívar, Nimbles Railway, Ayacucho y San Calixto. 
Recuerdese también que todos los partidos se jugaron en el Estadio La Paz. 

## Posiciones finales

### Serie A
| Pos. | Equipo           | Pt | PJ | PG | PE | PP |
| ---- | ---------------- | -- | -- | -- | -- | -- |
| 1.   | Atlético Alianza | 5  | 3  | 2  | 1  | 0  |
| 2.   | Nimbles Sports   | 4  | 3  | 2  | 0  | 1  |
| 3.   | The Strongest    | 4  | 3  | 2  | 0  | 1  |
| 4.   | Atlético La Paz  | 1  | 3  | 0  | 1  | 2  |

Pts = Puntos; PJ = Partidos Jugados; G = Partidos Ganados; E = Partidos Empatados; P = Partidos Perdidos
|  | Ganador de la serie, pasa a jugar el Partido definitorio. |

### Serie B
| Pos. | Equipo            | Pt | PJ | PG | PE | PP |
| ---- | ----------------- | -- | -- | -- | -- | -- |
| 1.   | Bolívar           | 6  | 3  | 3  | 0  | 0  |
| 2.   | Atlético Ayacucho | 4  | 3  | 2  | 0  | 1  |
| 3.   | Nimbles Railway   | 3  | 3  | 1  | 1  | 1  |
| 4.   | San Calixto       | 1  | 3  | 0  | 1  | 2  |

Pts = Puntos; PJ = Partidos Jugados; G = Partidos Ganados; E = Partidos Empatados; P = Partidos Perdidos
|  | Ganador de la serie, pasa a jugar el Partido definitorio. |

## Partido definitorio
| 19 de diciembre de 1937, 15:30 (UTC-4) | Bolívar | 5:2 | Atlético Alianza | Estadio La Paz, La Paz |  |

## Campeón y subcampeón
Tras ganar el partido final el club Bolívar se declaró campeón de la Primera División de la La Paz Football Association de 1937, obteniendo de esta manera su 2° título en esta división y en la era Amateur del fútbol paceño.
|                                                    |
| Primera División de la LPFA 1937 Bolívar 2º Título |